# Илиово
Илиово, още Илиево или Ильово (на македонска литературна норма: Илиово), е село в община Царево село на Северна Македония.

## География
Селото се намира в областта Осоговия на южния бряг на язовира на река Брегалница Калиманско езеро.

## История
В началото на XX век Илиово е село в Малешевската каза на Османската империя. Според статистиката на Васил Кънчов („Македония. Етнография и статистика“) в 1900 година Илиево е малко село със 180 души жители българи християни.
Цялото християнско население на селото е под върховенството на Българската екзархия. По данни на секретаря на екзархията Димитър Мишев („La Macédoine et sa Population Chrétienne“) в 1905 година в Илиево има 160 българи екзархисти и в селото функционира българско училище.
При избухването на Балканската война 2 души от Илиево са доброволци в Македоно-одринското опълчение.
В 1924 година при Илиово и Калиманци чета на ВМРО, начело с войводата Панчо Михайлов, води целодневно сражение със сръбска потеря.
Според преброяването от 2002 година селото има 127 жители, всички северномакедонци.

## Личности
Родени в Илиово
- Георги Траянов Витанов - Копелето (1874 - след 1943), български революционер от ВМОРО, царевоселски и пиянечки войвода през 1914 година[6]
- Никола Янев, български революционер, четник на Георги Траянов в 1914 година[7]
- Спасе Илиев, български революционер, деец на ВМРО, с писмо до Тодор Александров от 29 декември 1923 година Иван Бърльо предлага да бъде награден със значка на ВМРО „за добросъвестно изпълнение рискованата служба пограничен куриер на Царевоселската революционна околия“[8]
- Спиро Илиев, български революционер, деец на ВМРО, с писмо до Тодор Александров от 29 декември 1923 година Иван Бърльо предлага да бъде награден със значка на ВМРО „за добросъвестно изпълнение рискованата служба пограничен куриер на Царевоселската революционна околия“[8]